# 香り米

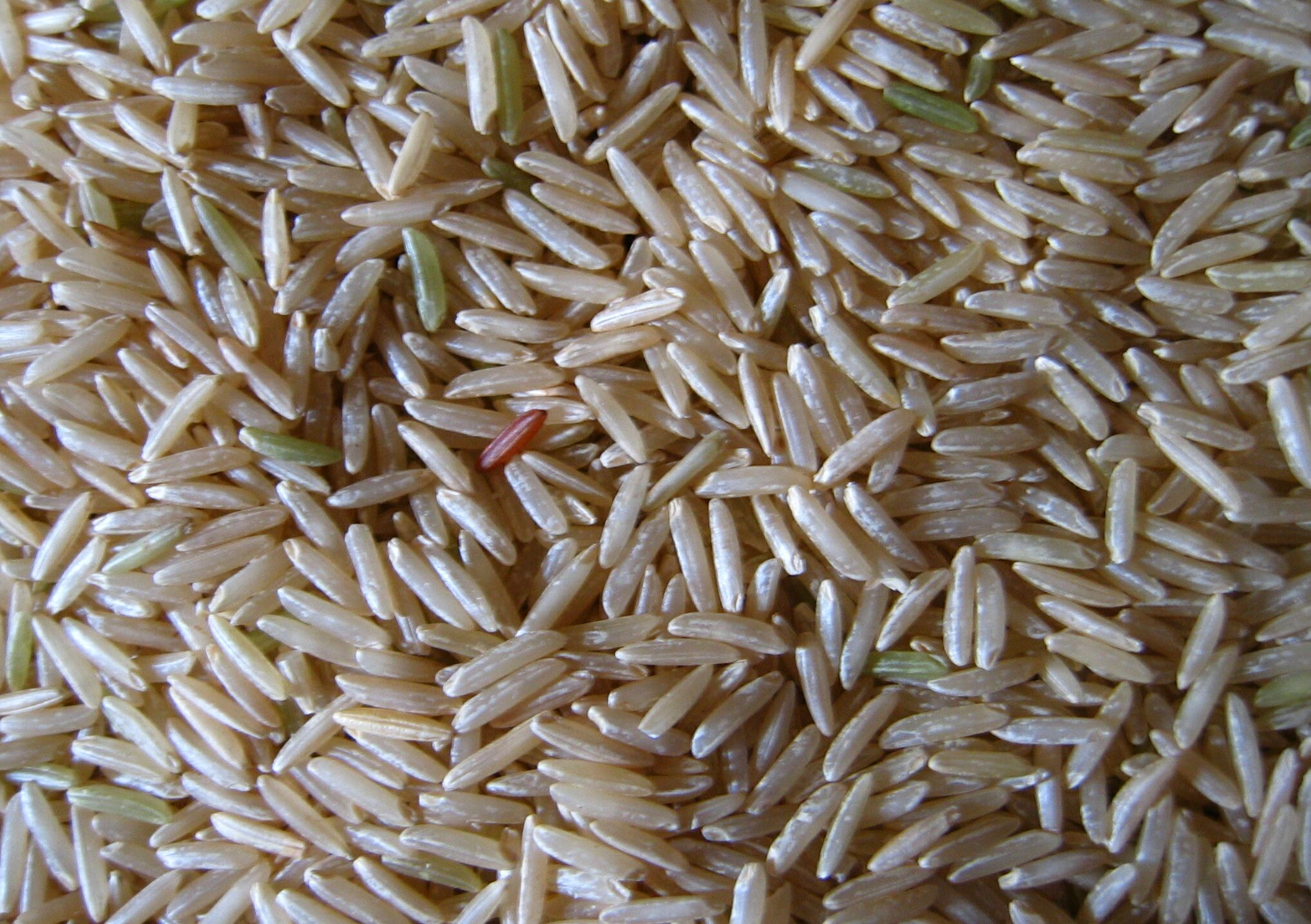
香り米の品種の一つ、バスマティ。

香り米（かおりまい、英: Aromatic Rice）とは、米のうち、玄米に香りを持つ品種をいう。麝香米、匂い米、香子（かばしこ）、鼠米、有臭米とも呼ばれる。世界的に最も高価な米として流通しており、特にインド・パキスタンのバスマティ、タイのカーオ・ホーム・マリ（通称ジャスミン米）が有名である。香りは米だけでなく、イネ全体から発せられ、特に開花中が強い。

## 性質
そもそも米の香りは200以上の成分によって複合的に構成されているが、香り米の有力な香気成分は2-アセチル-1-ピロリン（アセチルピロリン）である。香り米ではγ-アミノブチルアルデヒドをγ-アミノ酪酸（GABA）に代謝する酵素が欠損しているため、アセチルピロリンが生成する。香り米に含まれるアセチルピロリンの濃度は普通米品種の数倍から数十倍にのぼる。アセチルピロリン以外にも、数種類のカルボニル化合物が香気成分として考えられている。なお、香り米同士であっても品種によって微妙に香りが異なるが、その原因となる成分についてははっきりとは解明されていない。
香りの発現は、栽培中および収穫後の環境によって影響される。日本で行われた調査結果によると、標高が高く昼夜の気温差の大きい地域で栽培した方が香りが強い、施肥量を多くすると香りが弱くなる、出穂後30日を経過すると徐々に香りが薄くなる、高温で乾燥させると香りが失われるなどの特徴を有する。また、香り米の有力な香り成分であるアセチルピロリンは米粒の外側に多く分布しているため、精白の歩合が高まるに従い香りが弱くなる。しかし、環境の違いによって香りが変化する機構については未解明の部分が多い。
香り米の香りは、アメリカではポップコーンやナッツのような匂いと形容される。その他、茹でた枝豆やアズキ、煎り大豆、スミレにたとえられる。香りの感じ方には個人差があるが、一般に香りが強すぎると嫌われる傾向があり、強い香りを「ネズミの尿の臭い」と表現することもある。なお、香り米の香りは米だけでなく植物全体から発せられる。開花中は特に強い。中国の三国時代の文献には、開花時に畔を通れば気付くほどの香りを放つ品種の存在が記載されている。
香り米は吸肥力の強さに特徴があり、棚田などの環境不良田であっても育成が比較的容易である。ただし肥料を多くやり過ぎると香りが少なくなる傾向がある。病害虫や環境の変化にも強い。一方、丈が長く倒れやすい、収量が少ないなどの短所も有している。

## 歴史
香り米が初めて栽培されたのは、紀元前4世紀に成立したマウリヤ朝統治下のインドであったとされ、高級品種として富裕階級の間で流通した。当時の香り米はハゼキビのような匂いがイネ全体からしたといわれている。前述のようにインド・パキスタン産の香り米バスマティは現在でも高級米として流通している。
中国では1世紀頃の文献に香り米を指すとみられる「香秔」という言葉が登場する。中国でも香り米は上流階級の間で珍重されていた。
日本において香り米が記載されている最古の文献は、日本最古の農書とされる『清良記』で、「薫早稲」「香餅」と記載されている。『清良記』と同じく17世紀に刊行された『会津農書』にも「香早稲」「鼠早稲」との記述がみられる。19世紀初頭に刊行された鹿児島の農書『成形図説』によると、日本では古代から神饌米、祭礼用、饗応用に用いられてきた。19世紀末に北海道庁が編纂した『北海道農事試験報告』によると、香り米は古くから不良地帯向けのイネとして知られており、北海道開拓の黎明期にも活用された。
日本では明治中期以降、香り米は収量が低いことや香りが鼠の尿のように感じられることがあることが問題視され、全国的に普通米奨励品種によって淘汰されていき、日本各地で細々と栽培が続けられた。20世紀後半になると高知県、宮城県、山形県、宮崎県、和歌山県などの地方自治体が「古代米」と銘打って付加価値商品としての販路を開拓し、生産量は増加傾向にある。また、1989年から6年間にわたって進められた農林水産省によるプロジェクト研究「スーパーライス計画」に基づいて品種改良が促進された。

## 利用法

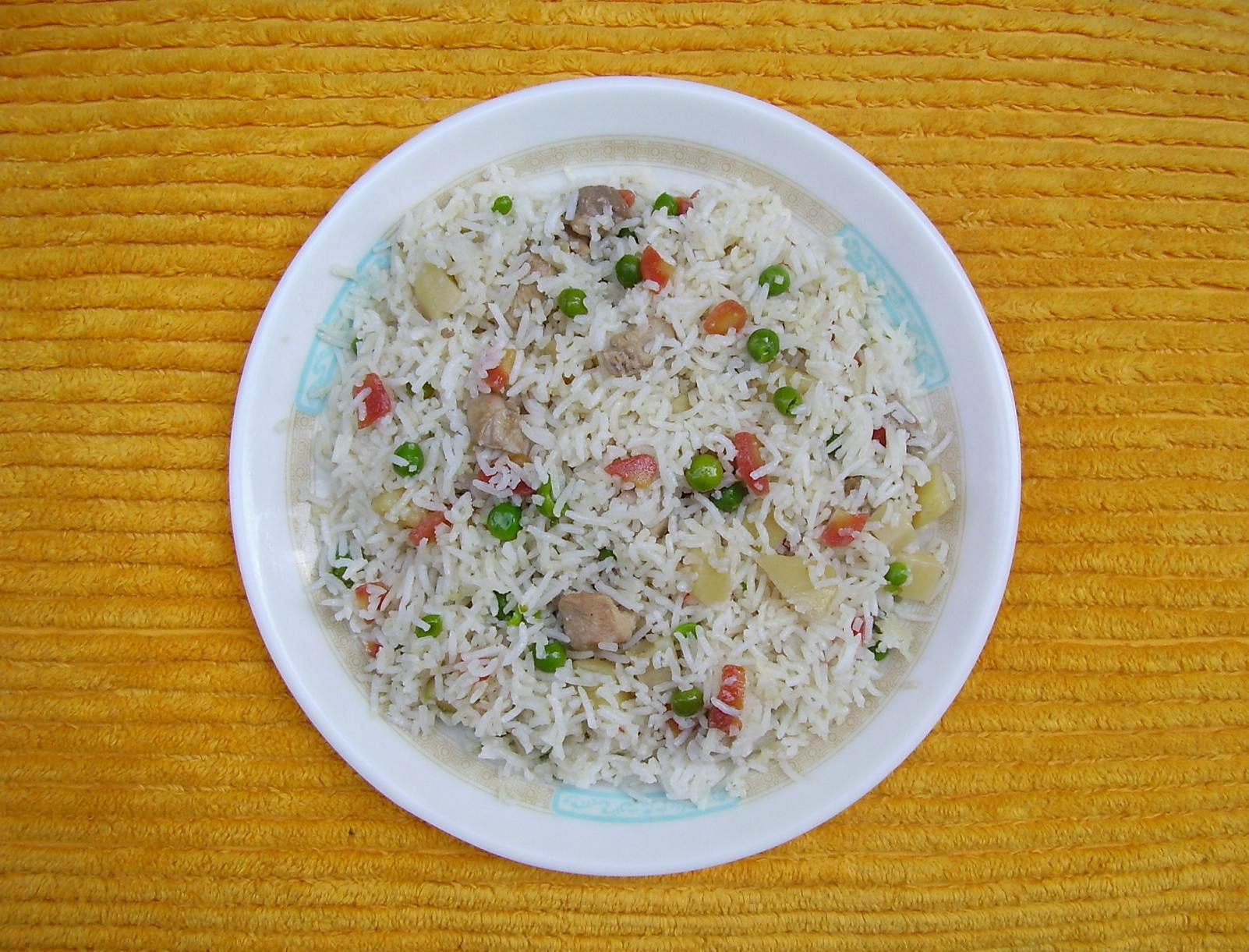
調理した香り米（バスマティ）

飯として調理されるのが最も一般的な用途である。香りの強い品種（ヒエリ、ハギノカオリなど）は香りのない米などに3〜7%程の割合でブレンドして調理される。香りの弱い品種（バスマティ、サリークイーンなど）についてはブレンドされず調理される。
古米に香り米をブレンドすると、古米がもつ匂いを隠す効果が得られる。バスマティやサリークイーンなどのアミロース含量の高い品種は、カレーやピラフに適しているとされる。インドにおけるバスマティの調理法としては、塩と油のみを入れて炊く他、油で炒めてから香辛料や具を入れてプラーオ（ピラフ）やビリヤニにするのが一般的である。キールというライスプディングにも用いられる。日本の奈良県では茶粥にして食する習慣もある。日本ではその他にレトルト食品への利用や、米菓への加工も行われている。
サフランで黄色く染めたバスマティで作るピラフは、インドにおいて最高級の食事とされ、パキスタンやイランにも見られる。

## 品種
- 日本国外
  - バスマティ（Basmati） - 西北インドを中心に[25]、インド・パキスタンで栽培されている品種[4]。インダス川流域で栽培されているものは最高級の香り米として知られる[28]。
  - カーオホームマリ - タイで栽培されている品種。高級品種で主に輸出用。
  - カオダクマリ（Khao Dawk Mali） - タイにおける香り米の最高級品で、同国の有力な輸出品となっている[29]。
  - RD6 - タイで栽培されている、カオダクマリを人為的に突然変異させた品種。自家用に栽培されることが多い[6]。
  - ジャシミン85 - フィリピンで開発され、アメリカ南部で栽培されている品種。主に東南アジアへの輸出用[30]。
  - A-301 - アメリカのカリフォルニア州で育成された品種[31]。
  - ブリムフル - ネパールで栽培されている品種。
- 日本
  - みやかおり - 宮城県古川農業試験場が県在来の香り米をもとに育成した、日本初の改良品種[32]。
  - はぎのかおり - 宮城県古川農業試験場が「みやかおり」をもとに育成[32]。収量が普通品種並みに多い[32]。
  - ヒエリ（冷選り） - 高知県で在来種から選抜され育成された品種[33]。「冷水に強い品種」を意味する[33]。芒や柱頭が赤い[33]。粒が普通品種よりも大きく、ブレンドした際に区別がつきやすい[33]。
  - さわかおり - 高知県農業技術センターがヒエリをもとに育成した品種[34]。香りがヒエリよりも強い[34]。
  - キタカオリ - ラオスの品種「タンゴン」に北海道の在来品種を交配させて育成された品種[35]。
  - サリークイーン - 日本で栽培すると出穂が遅いパキスタンの高級品種「バスマティ」を、「日本晴」との交配により日本で栽培できるよう改良した品種[35]。
  - プリンセスサリー - サリークイーンの子品種であり、サリークイーンを８日早生化し、短稈化して耐倒伏性を向上した品種[36]。
  - 恋ほのか - 「サリークイーン」を元に青森県産業技術センター農林総合研究所で育成された品種。短稈化、早生化が行われ、青森県でも栽培可能である[37]。
  - 日向かおり、ヒムカライス - ともに宮崎大学がネパールの品種「ブリムフル」をもとに育成した品種[38]。
  - プリンセスかおり - カレー消費量日本一の鳥取県が作った、カレーライスに合う米。「プリンセスサリー」と「いのちの壱」の交配種。[39]